# Rășcani (gmina Șuletea)
Rășcani – wieś w Rumunii, w okręgu Vaslui, w gminie Șuletea. W 2011 roku liczyła 252 mieszkańców.